# 陰謀のシナリオ
陰謀のシナリオ（いんぼうのシナリオ、英：Smilla's Sense of Snow）は、1997年のアメリカ・ドイツ合作映画。ドイツで1997年2月13日に公開、日本ではタキコーポレーションがビデオを販売した。
本作は、ペーター・ホゥの小説『スミラの雪の感覚』を原作とする。

## ストーリー
1859年、グリーンランドに隕石が落下し、同じころに狩りをしていた一人のイヌイットが隕石の落下により発生した津波と雪崩に巻き込まれてしまう。舞台は変わり、現在のデンマークへ。イヌイットのスミラは幼いころに母を亡くして以来、イサイアという少年以外には心を閉ざし続けていた。ある日、スミラは、高所恐怖症であるはずのイサイアがビルの上から転落死したと聞いて疑問を感じる。さらに彼女は雪に足跡が残っているのを発見し、イサイアは誰かに追われて殺されたのではないかと考え始める。しかし彼女はまだこの事件に巨大な陰謀が隠されていることを知らなかった。

## キャスト
- スミラ・ジャスパーセン：ジュリア・オーモンド
- メカニック：ガブリエル・バーン（山路和弘）
- ラガーマン：ジム・ブロードベント（島香裕）
- アンドレアス・トーク：リチャード・ハリス（有本欽隆）
- ロイエン教授：トム・ウィルキンソン（稲葉実）
- エルサ・ルビング：ヴァネッサ・レッドグレイヴ（磯辺万沙子）

その他声の出演：辻親八、山脇小径

## スタッフ
- 製作: ベルント・アイヒンガー/ハンス・ハンセン/マーティン・モスコウィック
- 監督: ビレ・アウグスト
- 脚本: アン・ビダーマン
- 撮影: ヨルゲン・ペルソン
- 音楽: ハリー・グレッグソン＝ウィリアムズ、ハンス・ジマー